# ويليام مينورس

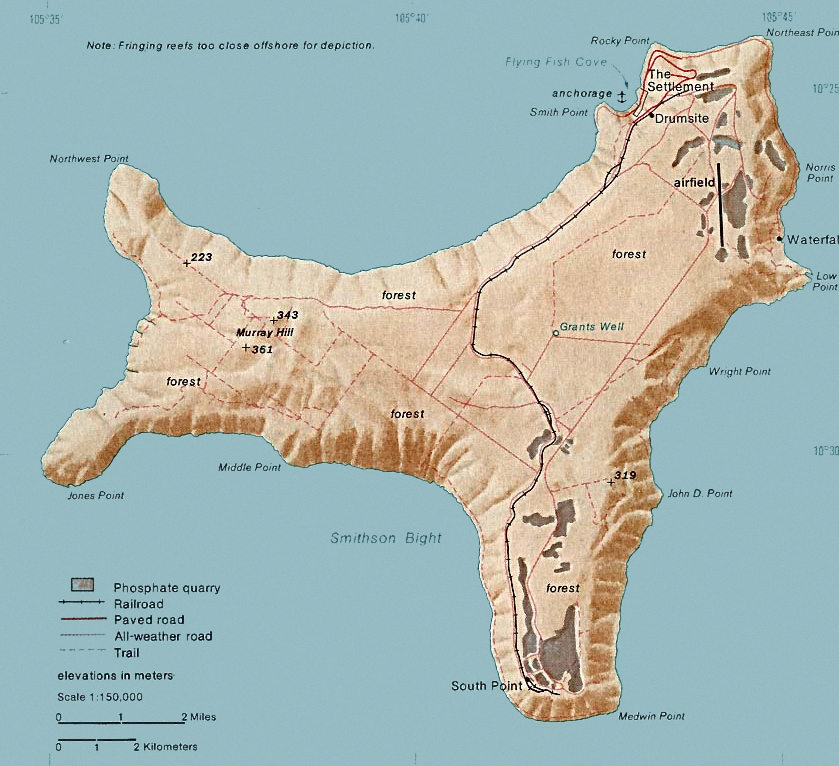
جزيرة عيد الميلاد

ويليام مينورس (بالإنجليزية: William Mynors) هو بحار إنجليزي. عندما كان ربان السفينة رويال ماري لشركة الهند الشرقية البريطانية، اكتشف في يوم عيد الميلاد لسنة 1643م جزيرة غير معروف له حتى الآن في المحيط الهندي والتي سمّاها جزيرة عيد الميلاد.